# Prescripción enfermera

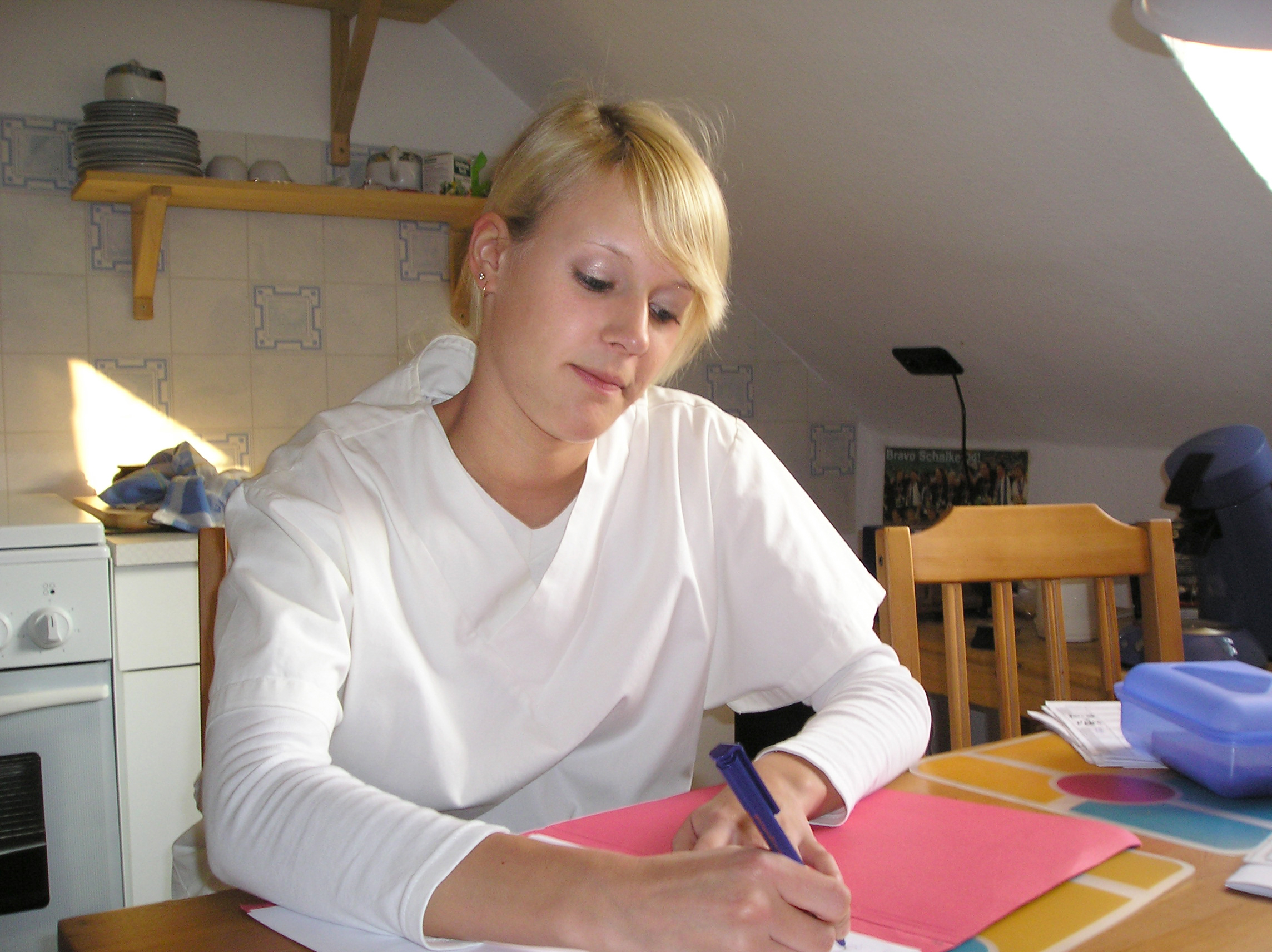
Enfermera rellenando la hoja de valoración de los pacientes

La prescripción enfermera o indicación enfermera hace referencia a la planificación de acciones basadas en un juicio clínico por parte del profesional enfermero. Se puede definir como la propuesta de acciones dirigidas a obtener la satisfacción de las necesidades de salud de las personas y de la población, basadas en un juicio clínico y terapéutico de cuidados.

## Tipos de prescripción
Existen principalmente dos modelos de prescripción enfermera en la actualidad. Por un lado, se encuentra la prescripción autónoma, y por otro, la prescripción colaborativa. 
La prescripción autónoma es aquella que realiza el profesional enfermero sobre la base de su propio juicio clínico, situándola en el plan de cuidados. Éste será el responsable de ésta, valorando su evolución y resultados. Los medicamentos que entran en este grupo son aquellos que no se encuentran sujetos a prescripción médica.
La prescripción colaborativa es realizada por el enfermero en colaboración con un prescriptor independiente. Los medicamentos que conforman este tipo de prescripción son los sujetos a prescripción médica, pudiendo el enfermero responsable de esta ajustar dosis según la evolución del paciente y bajo protocolos consensuados.

## Regulación por países
El siguiente listado recoge los países en los que se encuentra regulada o en fase de regularse:
- Australia: Regulada
- Canadá: Regulada
- Estados Unidos: Regulada
- Nueva Zelanda: Regulada
- Reino Unido: Regulada
- Brasil: Regulada
- Francia: Regulada
- Botsuana: Regulada
- Zambia: Regulada
- Sudáfrica: Regulada
- Irlanda: Regulada
- España: Regulada
- 🇲🇽 México: Regulada

## Prescripción enfermera en España
- El 29 de julio de 2006, se aprueba la ley de garantías y uso racional de los medicamentos y productos sanitarios, donde se reconoce la capacidad prescriptora del profesional enfermero: "los enfermeros de forma autónoma, podrán indicar, usar y autorizar la dispensación de todos aquellos medicamentos no sujetos a prescripción médica y los productos sanitarios, mediante la correspondiente orden de dispensación. (...) El Gobierno regulará la indicación, uso y autorización de dispensación de determinados medicamentos sujetos a prescripción médica por los enfermeros en el marco de los principios de la atención integral de salud y para la continuidad asistencial."[4]
- El 21 de julio de 2009, se aprueba en Andalucía el decreto que regula la prescripción enfermera en la comunidad.[5]
- El 26 de marzo de 2015, se reactiva el debate y el Consejo Interterritorial del Sistema Nacional de Salud (CISNS) aprueba el Real Decreto, que regularía lo estipulado en la ley del 29 de julio de 2006 a nivel nacional.[6]
- El 12 de mayo de 2015, el Consejo de Estado recibe el Real Decreto de prescripción enfermera.[7]
- El 28 de julio de 2015, el Consejo del Estado da el visto bueno al RD y queda pendiente su aprobación por parte del Consejo de Ministros.[8]
- El 23 de octubre de 2015, el Consejo de Ministros aprueba finalmente el Real Decreto (RD) que permite la prescripción enfermera.[9] Este RD indica que únicamente los médicos son capaces de prescribir medicamentos, por lo que los enfermeros tienen limitada la prescripción a medicamentos sin receta médica. Los medicamentos con receta los podrán recetar una vez los haya recetado el médico, y será éste quien evalúe el tratamiento.[1] A día de hoy País Vasco, Islas Baleares, Navarra, Cantabria, Extremadura y Cataluña ya han mostrado su rechazo al Real Decreto.
- El 23 de diciembre de 2015 se publica el Real Decreto 954/2015 aprobado por el Consejo de Ministros el 23 de octubre de 2015, regulando la indicación, uso y autorización de dispensación de los medicamentos por parte de los enfermeros. Esta ley modifica la anterior Ley 29/2006, de 26 de julio, de garantías y uso racional de los medicamentos y productos sanitarios.[10][11]
- El 23 de octubre de 2018 se publica el Real Decreto 1302/2018 de 22 de octubre, por el que se modifica el Real Decreto 954/2015, de 23 de octubre, por el que se regula la indicación, uso y autorización de dispensación de medicamentos y productos sanitarios de uso humano por parte de los enfermeros.[12] Este RD modifica fundamentalmente dos aspectos del anterior de 2015:[13]
  - Establece la regulación básica de los protocolos y guías de práctica clínica que sustentarán la indicación, uso y dispensación de medicamentos de prescripción médica por parte de los profesionales de enfermería.
  - Establece la regulación básica del sistema de acreditación de los profesionales de enfermería para llevar a cabo las funciones objeto de este RD.